# Jean-Baptiste Kléber
Pour les articles homonymes, voir Kléber (homonymie).
Jean-Baptiste Kléber, né le 6 mars 1753 à Strasbourg et assassiné le 14 juin 1800 au Caire en Égypte, est un général français qui s'est illustré lors des guerres de la Révolution française, notamment lors de la guerre de Vendée et la campagne d'Égypte.

## Biographie

### Kléber avant la révolution

#### Jeunesse
Né au XVIIIe siècle, Fossé-des-Tanneurs à Strasbourg, baptisé en l'église Saint-Pierre-le-Vieux, Kléber est fils de Jean-Nicolas Kléber, einspanniger (sergent des portes de la ville) de Strasbourg et de confession catholique, qui meurt trois ans après sa naissance, et de Reine Bogart. Il est élevé par son beau-père, le maître-charpentier Jean-Martin Burger, entrepreneur et bourgeois de la ville, et fait des études au gymnase Jean-Sturm de Strasbourg, avec son demi-frère, François-Martin Burger, architecte.
Kléber s'engage une première fois dans l'armée à l'âge de 16 ans en 1769, dans le 1er régiment de hussards. Engagement de courte durée car il est très vite rappelé à Strasbourg par sa mère, pour reprendre ses études. De 1770 à 1771, il est étudiant à l'école de dessin pour les arts et métiers, installée au Poêle de la Tribu, tout près du logement de Goethe qui y habitait à la même époque. Kléber intègre ensuite l'atelier de l'architecte Chalgrin à Paris, de 1772 à 1774. Kléber, dont la nomination est conservée aux archives de Colmar, a été architecte des bâtiments publics dans le Haut-Rhin jusqu'à 39 ans.
Il repart alors, d'abord à Besançon, où il croise Pierre-Adrien Pâris, son condisciple, puis à Strasbourg, où il ne trouve pas de travail, car la plupart des fonctions publiques sont déjà assumées, à commencer par son demi-frère, Burger, qui est inspecteur des bâtiments publics.

#### Engagements militaires précédant la Révolution
Ainsi, en 1777, Kléber s'engage à nouveau – séduit par les arguments de deux Bavarois qui lui promettent un bel uniforme, une belle solde et de bonnes relations mondaines - cette fois comme cadet à l'académie militaire de Munich (armée bavaroise) où il reste environ huit mois. En effet, il est repéré sur place par Kaunitz (armée autrichienne), notamment grâce à ses plans et dessins, et celui-ci, admiratif du géant alsacien, le recrute. Kléber rejoint ainsi l'armée autrichienne dans le 38e régiment d'infanterie 1er octobre 1777 avec le grade de privat-cadet. Il est nommé porte-enseigne le 19 novembre suivant. Le 1er avril 1779, il est nommé sous-lieutenant : c'est sa dernière promotion dans l'armée autrichienne. Il quitte le régiment de Kaunitz en 1783, n'y espérant plus aucune promotion et renonçant pour un temps à la carrière militaire. Il recevra d'ailleurs le certificat suivant :

« Nous, Albert, vicomte de Dam, chambellan, colonel commandant le régiment SA le prince Ferdinand de Wurtemberg, au service de SM l'Empereur et Roi, « Certifions que Jean-Baptiste Kléber a servi au régiment de Kaunitz [...] pendant sept ans et quatre mois, en qualité de cadet, d'enseigne, et de sous-lieutenant, avec autant de zèle que d'activité. »
Malines, 13 juin 1783. »

Trois raisons ont été avancées pour expliquer cet échec : d'une part Kléber n'est pas noble, à une époque où cette qualité est indispensable pour avancer rapidement dans le métier des armes, comme le raconte Kléber lui-même dans ces mémoires (sic) :

« C'était un jour d'été. J'entre dans l'appartement où le comte se trouvait avec quelques gentils-hommes ; ils buvaient de la bière d'Angleterre : sans attendre qu'on m'en offrît, je dis à son domestique de m'apporter un gobelet ; dans l'intervalle qu'il mit à exécuter l'ordre le général s'empressa de vider ce qui restait de bière dans les gobelets qui étaient sur la table, en sorte que quand le mien arriva, il n'y en avait plus ; il n'en fit point apporter de nouvelle, je fus par conséquent obligé de m'en passer. Je vis alors un sourire ironique sur les lèvres du général, de ses convives, et même du domestique qui aperçurent facilement l'intention que leur maître avait eu de me mortifier. »

C'est de ce comportement et cette impossibilité à pénétrer le corps des officiers supérieurs, que naîtra sa conscience républicaine, son hostilité aux privilèges. D'autre part, il avait mauvais caractère et s'emportait facilement (la légende lui prête de nombreuses provocations de sa part, qui ne sont malheureusement pas vérifiables). De plus, il a joué de malchance pendant son temps de service : il n'a participé à aucun véritable conflit, à l'exception de la guerre des pommes de terre, suite de petites opérations contre la Prusse. Sa vie est partagée entre les garnisons de Mons, Malines et Luxembourg. Quant aux raids contre les ottomans que lui prêtent certains historiens, on sait aujourd'hui qu'ils ne s'agissaient que d'un ajout de la légende klébérienne. Aussi, Kléber n'aimait pas beaucoup parler de cette période, ce à quoi on avance deux raisons : la première est en rapport avec le contexte politique - il servira contre l'armée autrichienne quand les traîtres sont recherchés quand il y en a, et où la guillotine fonctionne à plein régime ! -, et la seconde étant qu'il ait vécu ce manque de promotion comme une blessure d'amour-propre, le futur général s'estimant à beaucoup plus que cela.

#### Kléber architecte
De retour à Strasbourg, en 1783, Kléber, qui a alors la trentaine, est sans le sou. Il compte alors sur ses relations, c'est-à-dire son beau-frère François-Martin Burger, qui cumule alors les charges d'inspecteur des bâtiments publics dans les baillis de Belfort, Delle, Thann, et Hirsingue, d'entrepreneur des fortifications du Roi, et d'inspecteur particulier des bâtiments de l'abbaye de Masevaux. Kléber et son demi-frère sont très proches, et jouant de ses relations mondaines, recommandant Kléber à l'intendant, Burger cède sa charge d'Inspecteur des bâtiments publics en Haute-Alsace, en 1784. L'année suivante, il sera aussi à charge de Masevaux. Kléber est nommé le 15 octobre 1784 par Antoine Chaumont de la Galaizière (1727-1812) comme « inspecteur des bâtiments publics à la charge des villes et communautés situées dans l'arrondissement des baillages [sic] de Belfort, Delle, Thann, et Hirsingue ».
En 1787, sa charge d'inspecteur des bâtiments publics est déchue par la nouvelle assemblée provinciale d'Alsace, qui ne sera rétablie qu'en 1791. Mais à cette date, Kléber sera affecté dans l'armée.
Toujours en 1787 Jean-Baptiste Kléber est responsable de l'hôtel de ville de Belfort, dont il est l'architecte officiel, et où il doit composer entre les exigences de l'État et celle de la Ville, et doit veiller à ce que l'architecte Pierre-Valentin Boudhors ne récupère pas son chantier. Cet hôtel de ville sera terminé la même année, mais ayant été bombardé en 1870, il n'est pas conservé entièrement aujourd'hui. Il fournit de plus les plans du nouvel Hôtel-Dieu à Saint-Erhard de Thann, l'ancien étant jugé vétuste. La construction commence en 1788, et afin que son projet, estimé en accord avec les idées des Lumières, l'emporte, il cherche l'appui de P.-V. Boudhors. Après la fin de la construction, une pétition décide d'en faire l'hôtel de ville de Thann. Son gros œuvre est terminé en 1793. Il y aura de part et d'autre « une chapelle à plan circulaire, deux salles communes, l'une pour les hommes, l'autre pour les femmes et aussi, dans des pavillons, des chambres de malades à deux lits ». Son aménagement est confié à G.I. Ritter en 1795.

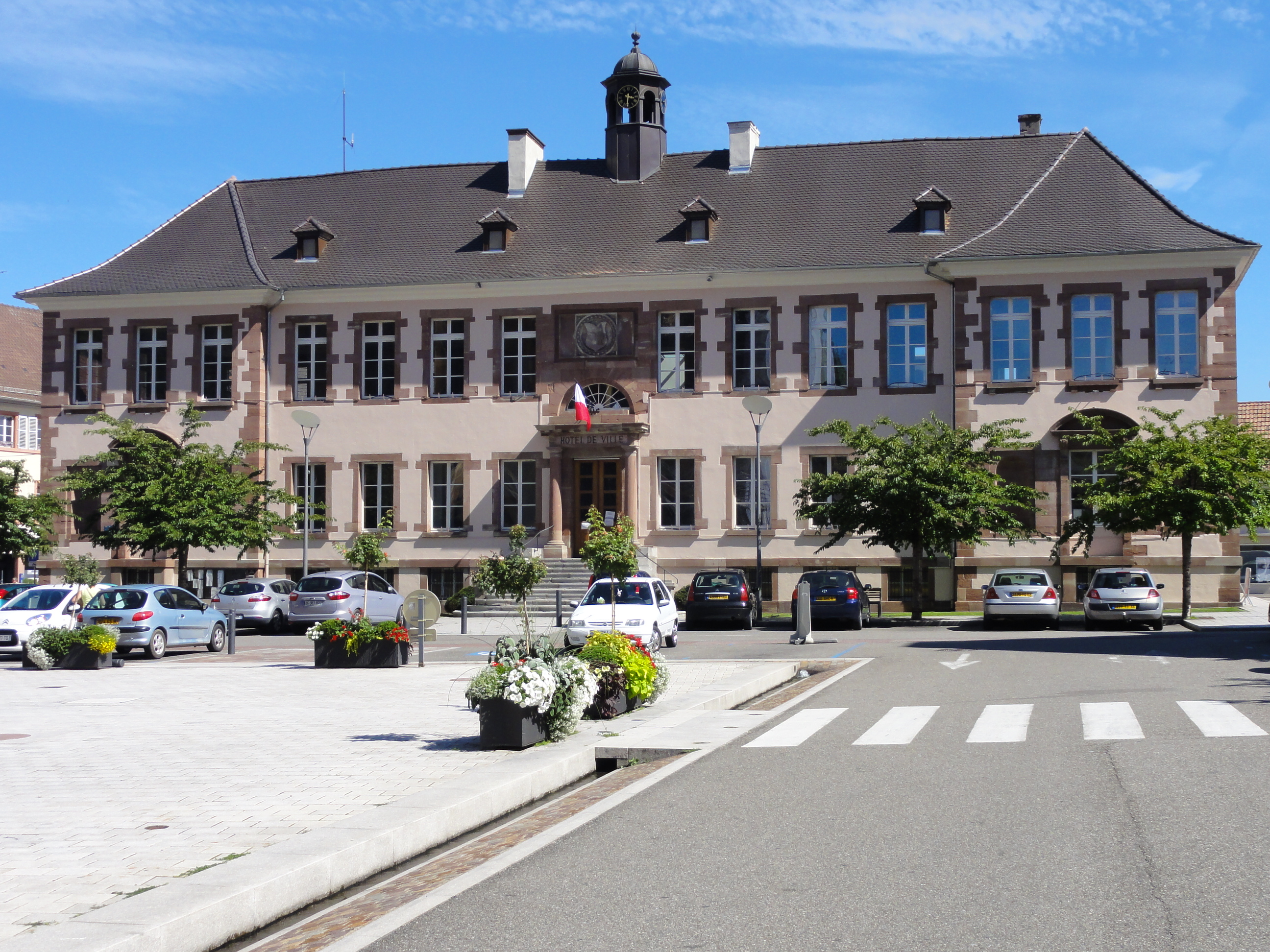
L'hôtel de ville de Thann, conçu par Kléber, tel qu'il est visible aujourd'hui.

Kléber l'architecte travaillera aussi à l'abbaye de Masevaux, où il fera, à la demande de l'abbesse Marie-Suzanne-Xavière de Ferette-Florimont, neuf maisons canoniales, et un pavillon abbatial. Il rénovera aussi l'ancien immeuble communautaire. Néanmoins, ce chantier ayant été au préalable confié à Burger qui en a commandé la première partie des travaux, les historiens sont partagés quant à l'attribution des rôles des deux frères.
Mais c'est véritablement dans les jardins que Kléber trouve sa voie : en France, les Jardins à la française sont peu à peu remplacés par des Jardins à l'anglo-chinoise, jardins au « désordre savant ». À Masevaux, à Florimont et à Etupes, on retrouvera Kléber dans la construction de ce type de jardins. C'est en particulier à Etupes, qu'il impressionne : on y trouve un oratoire gothique, un kiosque turc avec un minaret, un temple dédié aux quatre éléments, une cabane de pêcheur, une maison de vigneron, des temples étrusques et grecs, un tombeau de chevalier « gothico-mauresque », une volière pour les cygnes « de genre chinois ». Le jardin d'Etupes aura une grande renommée : il sera visité par l'Empereur Joseph II, et la baronne d'Oberkirch qui rapportera, qu'il « en fut charmé, même après les magnificences de Versailles et de Trianon ». Cette même baronne écrira dans ses Mémoires, en 1789 :

« Nous aimions ce château et ces jardins au-dessus de tout. [...] J'ai encore le plan des jardins. [...] Les arbres ont poussé, les fabriques ont perdu un peu de cette blancheur. [...] Le dessin en est parfait. L'orangerie est citée comme une des plus belle de l'Allemagne. [...] Les grottes d'Etupes sont pleines de stalactites très curieuses ; quand on les illumine, on les prendrait pour des diamants ; il y en a plusieurs dans les îles factices, sur la rivière, reliées ensemble par des ponts chinois. [...] Les tapis verts nous servaient de mail et de jeux de boules [....] et nous restions de longues heures près des volières, où tous les oiseaux nous connaissaient. »

Ainsi, Kléber fera partie des architectes qui ont grandement participé à l'introduction du Néo-classicisme en Alsace. Pour les historiens tels Jean-Pierre Klein, ou Jean-Joël Brégéon, c'est cette maitrise de l'architecture qui lui donnerait une maitrise et une vision de l'espace, et une bonne transposition des cartes sur le terrain.

### Kléber, de Mayence à Mayence

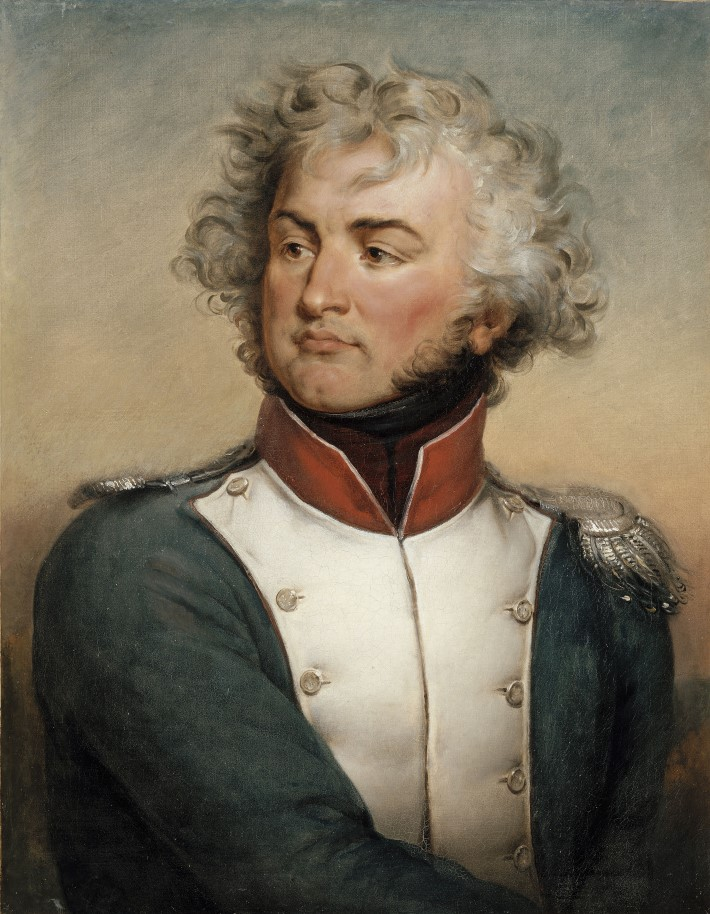
Kléber en 1792 (par Paulin Guérin, 1834).

#### Assiégé à Mayence
Kléber, face aux difficultés d'être architecte, en son temps, en sa région, cherche à s'engager une première fois en juillet 1789, en tant que volontaire, mais y renonce. En 1790, en Alsace, les grand nobles passent le Rhin, et le 20-21 juin 1791, c'est la fuite de Varennes. En mai 1791, Kléber s'était alors engagé dans la Société des amis de la Constitution de Belfort, où son demi-frère Burger s'illustre et est en passe d'entrer à la mairie de cette même ville. Kléber, lui, s'efface, il chantera un Te Deum, en l'honneur de l'arrestation de Louis XVI, et un autre en l'honneur des commissaires de l'Assemblée Nationale.
Kléber s'engage alors en juin 1791, en tant que volontaire. Il est alors dans le 4e bataillon de volontaires du Haut-Rhin, stationné à Ribeauvillé, principalement composé de Sundgauyens. Son grade est alors adjudant-major. Il est promu adjudant-général chef de brigade le 1er avril 1793 ; puis général de brigade le 17 août 1793.
Affecté dans l'armée du Rhin, au 4e Bataillon il s'entendra bien avec son colonel, Guillard, mais très mal avec le second de celui-ci, Dumoulin. D'ailleurs, la confrontation entre les deux hommes sera à son comble lorsque Kléber sera mis en arrêt. Il sera néanmoins libéré et défendu par Guillard. En 1792, son premier ordre de combat est alors donné, à la suite des nombreuses suppliques de Kléber d'entrer en guerre face au Duc de Brunswick :

« Vous connaissez, Messieurs, mon zèle à servir la chose publique : je lui ai sacrifié tout mon existence. Cependant, je sens que, dans la position où je me trouve, toute ma bonne volonté restera sans effet, et qu'aucun des talents militaires que je crois posséder ne sera employé utilement au service de ma patrie. [...] Contribuer à m'en tirer, Messieurs, en me faisant employer d'une manière quelconque aux extrêmes frontières et là où se donneront de grands coups serait m'engager à la plus vive reconnaissance. »

Il est donc envoyé rejoindre l'Armée des Vosges, qui, commandée par Custine, est chargée de reprendre l'offensive sur le Rhin et de prendre Mayence. Kléber prend part donc à son premier combat à Mayence, où il entre le 21 octobre 1792, un mois après la Bataille de Valmy, aux côtés de 20 000 français. La ville est en effet une place-forte importante, tant au niveau politique : elle est le siège de l'un des sept Grands Electeurs de l'Empire, et tant au niveau stratégique, située dans un méandre du Rhin, rive gauche, au confluent avec le Main, et point de passage avec Cassel, de l'autre coté du fleuve.
Dans la ville, soumis aux mauvaises actions des troupes révolutionnaires indisciplinés, Kléber se donne la charge de punir du mieux que possible toute action qu'il considère comme inhumaine. Cette pratique de la « guerre humaine » le suivra jusqu'en Égypte, et sera son principal point de rupture avec Napoléon Bonaparte. Pendant le siège, Kléber s'entoure de ce qu'il considère être des hommes compétents : Beaupuy et Bouin de Marigny, qui le suivront en Vendée, Sainte-Suzanne, Decaen, Buquet, ou encore François Ignace Schaal.
Kléber se fera notamment remarquer en multipliant les actions de nuit : la nuit du 6 avril, une réussite, où il s'empare de cent-vingt vaches, il incendie une église transformée en observatoire, et passe de l'autre coté du Rhin pour s'emparer de sentinelles. La nuit du 10 avril, de l'autre coté du Rhin, il tente une incursion pour s'emparer de vivres, mais elle tourne court. Quant à la nuit du 31 mai, alors qu'il veut, fidèle à une réputation d'homme audacieux, s'emparer du général en chef Kalkreuth et du prince Louis-Ferdinand de Prusse, il est découvert. S'ensuit alors une fusillade, et la retraite de Kléber. Goethe, témoin, raconte dans sa Campagne de France :

« Je dormais tranquillement, comme à l'ordinaire, tout habillé dans ma tente, quand je fus éveillé par le fracas d'une fusillade qui paraissait assez proche. D'un bond, je fus debout et dehors. [...] On ne pouvait guère se rendre compte de ce qui se passait. [...] Je revins à nos tentes. J'y trouvais les gens du duc occupés à faire et à charger les bagages à tout hasard. [...] Le soleil se levait voilé de nuages. Les victimes de la nuit gisaient sur le sol pêle-mêle. Nos gigantesques cuirassiers, dans leurs beaux uniformes, faisaient un singulier contraste avec les sans-culottes, petits, malingres, déguenillés. La mort les avait fauchés, sans faire de distinction. »

Kalkreuth, s'en étant tiré, lui aussi rapporte :

« Il n'y a pas d'exemple dans l'histoire qu'un ennemi ait pu passer à travers tant de portes et de retranchements. »

La nuit du 6 juin, des Autrichiens creusant une tranchée d'artillerie sont massacrés. Mais cela ne fait que retarder l'inévitable : Kalkreuth aligne plus de deux-cents pièces d'artillerie, qui tirent en continu, à partir du 18 juin, et les français commencent à manquer de vivre. C'est ici que sont repérés par Custine Kléber, le représentant en mission Merlin de Thionville et Meunier, qui mourra le 5 juin. Il y aura aussi Jean-François Reubell, qui entretiendra principalement des relations conflictuelles avec Kleber, et qui sera l'instigateur des « Républiques sœurs », outil de l'impérialisme français. Le 16 mai, Marigny engage en duel un officier prussien, mais ce dernier propose une trêve et des pourparlers. Le lendemain, les français organisent un banquet en grande pompe, en dehors de la ville, autant pour montrer qu'ils ont encore plein de victuailles que de montrer savoir recevoir son hôte. En juillet, d'Oyré négocie la reddition en échange d'un an de trêve entre la France, l'Autriche et la Prusse.
Néanmoins, la Convention reçoit mal l'information, et convoque Kléber, d'Oyré, Aubert-Dubayet ainsi que Vimeux pour les 29 et 30 juillet. Condamnés à mort, ils sont sauvés par le plaidoyer de Merlin de Thionville, lui aussi accusé, puis Albert-Dubayet. La Convention finit par reconnaitre l'échec de la défense de Mayence comme inévitable le 28 juillet. Custine, ne connaitra pas le même sort : accusé d'être un second Dumouriez, qui était passé aux autrichiens le 4 avril 1793, il est envoyé à la guillotine le 28 août. Comme défense, Kléber reconnaitra à Custine ses compétences, et attribuera l'échec au médiocre Van Helden. Gouvion St-Cyr, Mémoires sur les campagnes des armées du Rhin, témoignera encore autrement :

« Il est évident que Mayence a succombé parce que le général Doyré (sic, D'Oyré), commandant sur place, n'a pas connu la marche de nos armées pour la délivrer, et parce que les généraux Houchard et Beauharnais ont attendu trop tard pour marcher à leur secours. »

Kléber s'accordera aussi pour critiquer l'inertie de Houchard - et c'est pour cette même raison qu'il sera guillotiné le 17 novembre 1793, à la suite de la bataille de Hondschoote - mais ne connait pas  Beauharnais, qui sera, du reste, lui aussi guillotiné pour trahison, le 23 juillet 1794, pour ce même échec de Mayence.
À la suite de cette longue procession de généraux à la guillotine, Kléber se montre bien plus prudent : il sait qu'à la moindre erreur, il peut perdre sa tête. D'autant plus que le gouvernement est hébertiste, et que Kléber, ne suivant pas une doctrine particulière de la république, le gouvernement n'appréciera jamais assez Kléber, pour cette différence de politique. C'est notamment le cas durant la guerre civile de Vendée. C'est cet esprit là qu'on retrouve dans le mot de Claire Lacombe, le 26 août 1793 : « Plus ils ont du talent, plus ils sont dangereux ».

#### La Vendée, le dégout de Kléber
Il est envoyé en Vendée à la tête de la provisoire armée de Mayence pour y écraser le soulèvement sous la direction du général en chef Léchelle. Battu à la bataille de Torfou, il remporte la victoire à Montaigu. Il participe à la deuxième bataille de Cholet qui repousse les Vendéens au nord de la Loire. La déroute d'Entrammes où l'armée républicaine perd 4 000 hommes et toute son artillerie marque le sommet de son conflit avec le général Léchelle. Kléber n'était pas irréprochable, mais c'est le général Léchelle qui est déclaré responsable de la défaite. Il est destitué.
Réorganisée, l'armée républicaine est placée quelque temps plus tard sous l'autorité du général Rossignol, sans culotte comme Léchelle. Le 17 octobre 1793, il est promu général de division.
L'incompétence du général Rossignol et l'inertie de Kléber provoquent deux nouvelles déroutes à Dol les 20, 21 et 22 novembre et Antrain le 21 novembre. Les Vendéens peuvent poursuivre leur route en direction d'Angers où ils échouent les 3 et 4 décembre et perdent nombre de leurs meilleurs combattants. Refoulés vers le nord, ils s'emparent du Mans. Entretemps, l'armée républicaine a été reformée et placée sous l'autorité officieuse de Marceau, accompagné par Kléber. À la bataille du Mans, les républicains délogent l'armée rebelle et la mettent en déroute. Ils écrasent les Vendéens quelques jours plus tard à la bataille de Savenay (23 décembre 1793), qui est suivie de massacres de prisonniers et de civils dans les Fusillades et les Noyades de Nantes. La victoire républicaine à Savenay met un terme aux principaux combats de la première Guerre de Vendée, qui sont suivis de nombreux massacres, notamment par le biais des colonnes infernales.
Au Mans et à Savenay, Marceau et Kléber auront tenté sans succès de s'opposer aux exactions des Bleus, et en resteront outrés.
Kléber écrira, dans ses Mémoires :

« On traverse Savenay, chaque colonne prend une direction différente à la poursuite des rebelles. Le carnage devient horrible. On ne voit partout que des piles de cadavres. Une grande partie va se noyer dans le marais de Montoir, le reste se jette dans les bois où bientôt, ils sont découverts, tués ou faits prisonniers. Équipages, canons, ornements d'églises, papiers relatifs à leur administration, tout tombe en notre pouvoir et, pour cette fois, la défaite de l'ennemi rend sa destruction certaine. On envoie alors des patrouilles d’infanterie ou de cavalerie dans tous les villages des environs. Quelques-uns sont occupés par des brigands, on veut parlementer avec eux, mais ils répondent par des coups de fusil, et un adjoint de l'état-major, en leur portant des paroles de paix, en fut blessé. Aussitôt on fait un feu roulant sur eux et tous y périrent. Des milliers de prisonniers de tout âge et de tout sexe sont successivement arrêtés et conduits sur les derrières. Les représentants du peuple les firent juger par des tribunaux révolutionnaires, et la France, l’Europe entière, connaissent toutes les atrocités qu’on a exercées sur ces misérables. La ville de Nantes a particulièrement servi de théâtre à ces scènes sanglantes et inouïes, que ma plume se refuse de décrire… »

 (pages 341-342)

« On ne saurait se figurer l'horrible carnage qui se fit ce jour-là, sans parler du grand nombre de prisonniers de tout sexe, de tout âge et de tout état qui tombèrent en notre pouvoir. »

 (page 330)
Il déclare : « Les rebelles combattaient comme des tigres et nos soldats comme des lions. »

#### Kléber sur le front du Rhin
Après Savenay, et le départ de Marceau, Kléber devient général en chef par intérim jusqu'à son remplacement, début janvier par Louis Marie Turreau. Kléber tente de s'opposer aux colonnes infernales en préconisant un plan d'occupation militaire stricte de la Vendée qui est rejeté. Cependant, Kléber reste dans l'Armée de l'Ouest et combat les chouans de Bretagne jusqu'en mai 1794, date à laquelle il quitte définitivement l'Ouest et passe dans l'armée du Nord.

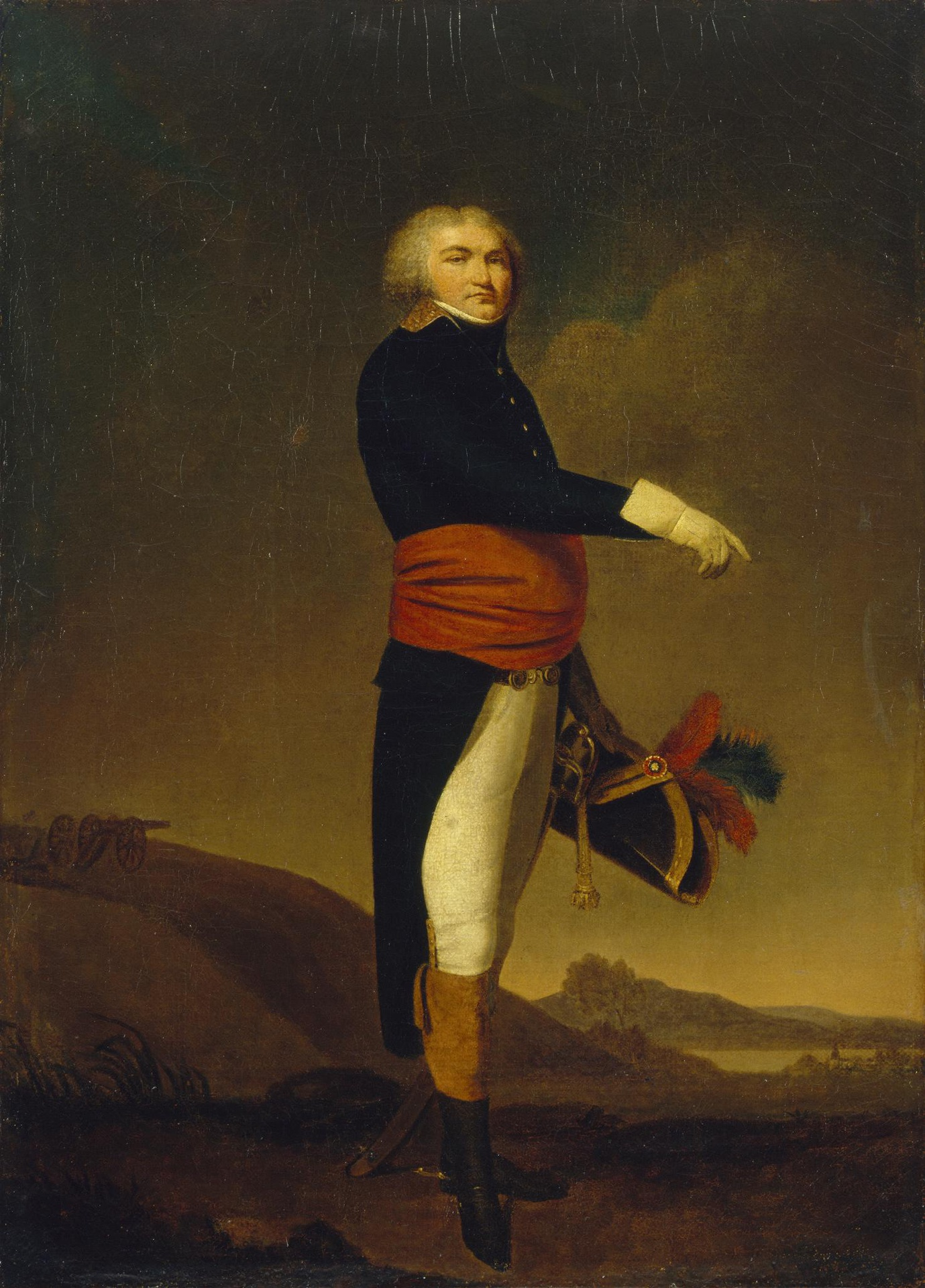
Le général Kléber (par Louis-Léopold Boilly, entre 1793 et 1796).

- Bataille du 16 juin 1794 : Kléber a la charge de l'aile gauche de la future armée de Sambre-et-Meuse dont le commandant en chef est Jean-Baptiste Jourdan. Cette première bataille de Fleurus est une défaite pour les Français face au maréchal Frédéric de Saxe-Cobourg, remarquable tacticien. Malgré tout, les dispositions de Kléber pour l'aile gauche ont permis, dans un premier temps, de repousser et de défaire la colonne de Wartensleben ce qui aurait pu lui permettre d'arriver en renfort au centre ou sur la droite en difficulté, trop tard cependant. Kleber est chargé de couvrir la retraite ce qui permet à l'armée française de repasser la Sambre en bon ordre et de reprendre l'offensive qui conduit à la victoire de Fleurus le 26 juin suivant.
- Bataille du 26 juin 1794 : Cette fois-ci, Kléber a le commandement de la réserve. Malgré cela, il peut influencer le cours de la bataille. Voyant le général Montaigu forcé à la retraite par le général Latour, Kléber envoie immédiatement une division en renfort. Mais celle-ci, arrivant trop tard, se trouve obligée de battre en retraite également. Kléber réagit alors en faisant placer des batteries sur des hauteurs pour soutenir Montaigu et envoie la division Bernadotte en diversion, de manière à sauver un poste important : Marchiennes. Devant cette réaction de la part des Républicains (et la retraite d'une autre des colonnes autrichiennes, commandée par le Prince d'Orange), les Autrichiens hésitent, ce dont profite immédiatement Kléber en se mettant à la tête d'une colonne et en attaquant la gauche de la colonne Latour. Enfin, il envoie la brigade Duhesme pour contourner les Autrichiens et les attaquer par derrière. Cette manœuvre réussit. Latour, apprenant la perte de Charleroi, donne l'ordre de battre en retraite.

#### Franchir le Rhin, prendre Mayence
Il participe sous les ordres de Jourdan à l’offensive de mai-juin 1796 en direction de Ratisbonne. Il assure l’intérim du commandement en chef de l’armée de Sambre et Meuse, remplaçant deux fois Jourdan. Il obtient personnellement des succès lors des combats de Altenkirchen début juin ou Bamberg début août. Il s’empare de la ville de Francfort en juillet. Cependant il ne peut empêcher l’échec de l’offensive mal coordonnée à la suite de la défaite de Amberg le 24 août. Lors de la retraite, il perd son ami Marceau en charge de l’arrière-garde.
Tombé dans la disgrâce du Directoire (à la suite de sa démission en décembre 1796 à l’issue de la deuxième campagne d’Allemagne) malgré son succès devant Mayence, Kléber vivait obscurément à Chaillot quand Napoléon, en novembre 1797, arrive de Rastadt, après avoir conquis l'Italie, dicté la paix sous Vienne et rattaché définitivement Mayence à la France. Kléber s'attache à Bonaparte et le suit pour préparer la campagne d'Égypte.

### La campagne d'Égypte

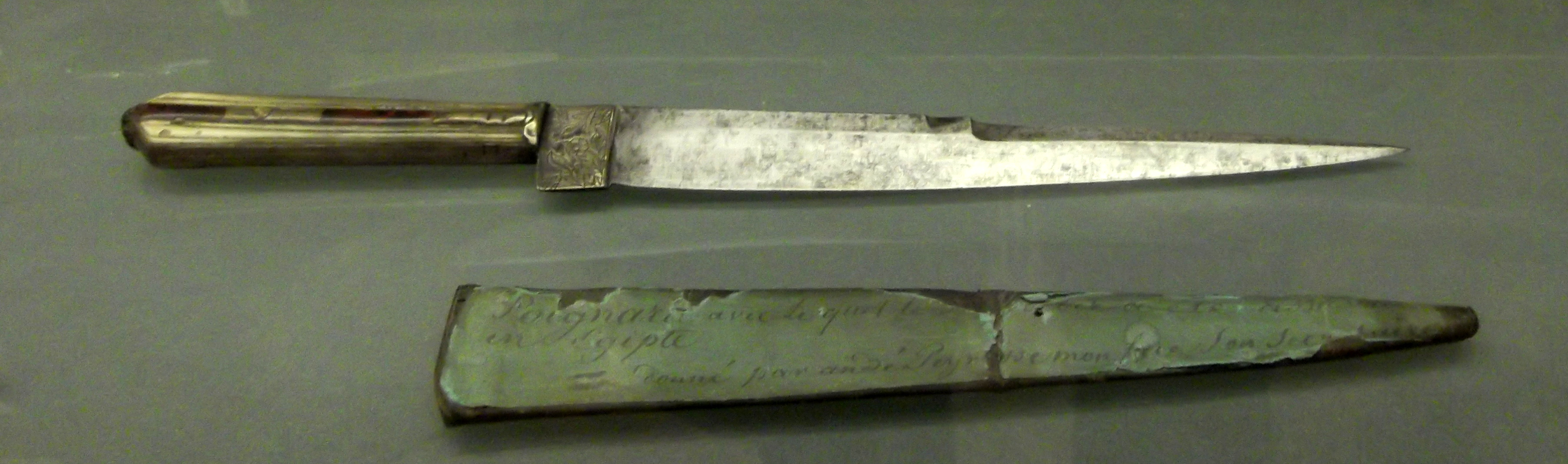
Le poignard qui tua Jean-Baptiste Kléber est exposé au Musée des beaux-arts de Carcassonne.

Kléber commande l'une des colonnes d'assaut lors de la prise d'Alexandrie le 2 juillet 1798 et y est blessé au front par une balle. Convalescent, il se voit confier le commandement de la garnison laissée sur place par Bonaparte. Le 18 octobre, il rejoint le Caire et y reste trois mois avant de partir pour l'expédition en Syrie. La division Kléber est au centre des combats de la bataille d'El-Arich puis de la bataille du Mont-Thabor, avant de procéder au dernier assaut infructueux sur la forteresse de Saint-Jean-d'Acre.
Napoléon Bonaparte qui s'apprête à regagner la France, confie le 22 août 1799 à Kléber le commandement suprême de l'armée d'Égypte. Kléber conclut alors avec l'amiral britannique Sidney Smith la convention d'El Arich le 24 janvier 1800 pour une évacuation honorable de l'Égypte par l'armée française.

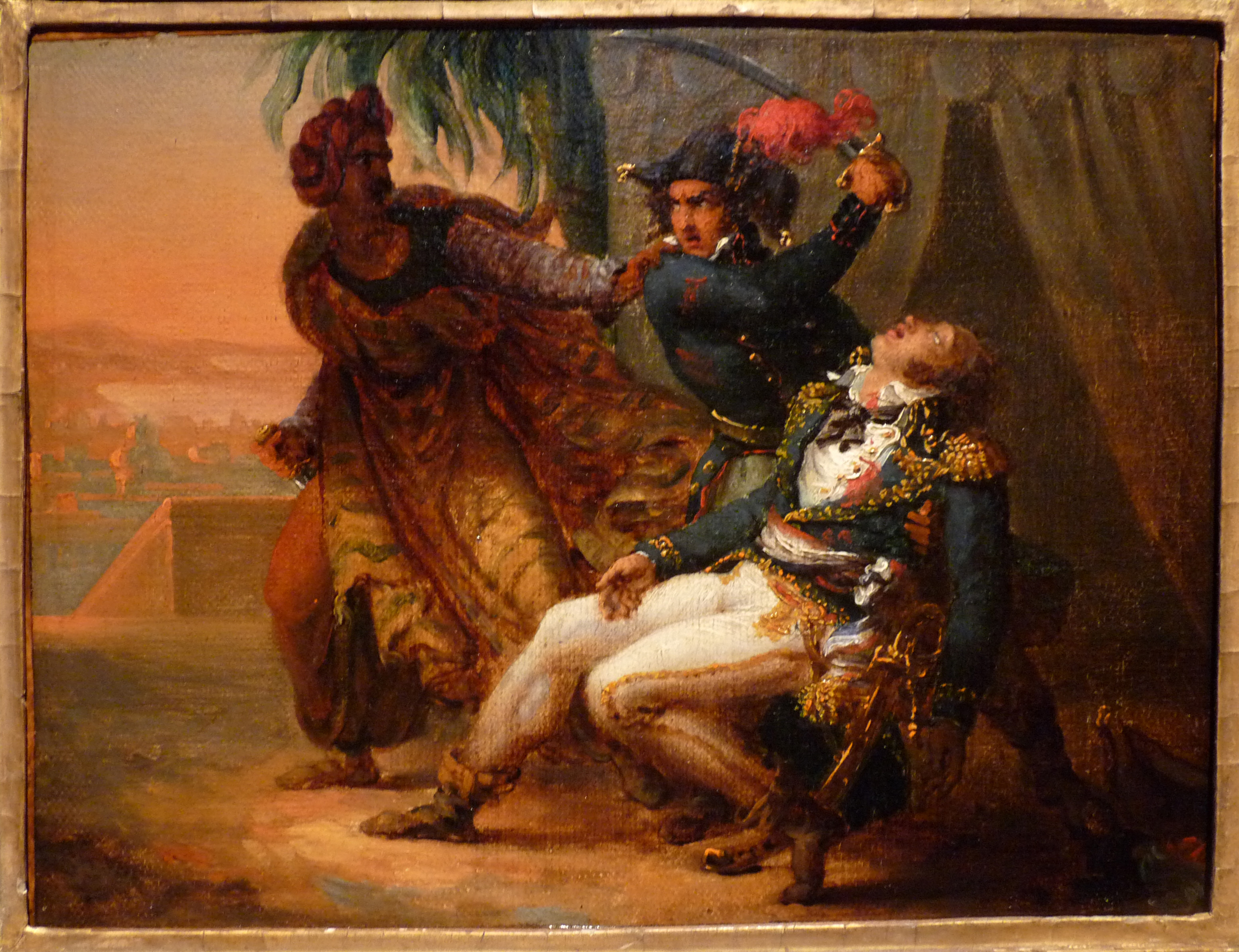
Assassinat de Kléber (huile sur toile, atelier d'Antoine-Jean Gros, vers 1820, Musée historique de Strasbourg).

Mais l'amiral Keith ne respecte pas ces clauses et demande aux Français de mettre bas les armes et de se constituer prisonniers. Kléber déclare à ses soldats : « On ne répond à une telle insolence que par des victoires ; soldats, préparez-vous à combattre » (déclaration inscrite au bas de son monument Place Kléber à Strasbourg). Kléber reprend alors les hostilités et remporte une victoire à Héliopolis contre les 45 000 Turcs que les Britanniques ont disposés en face des troupes françaises le 20 mars 1800. Il reconquiert alors la Haute-Égypte et mate avec l'artillerie française une révolte au Caire, qui a pris pour cible les Coptes[réf. nécessaire].
Kléber semble enfin en mesure de tenir le pays, malgré les exactions commises par les troupes françaises à l'égard de la population et l'exécution des prisonniers turcs. Pourtant, il est assassiné par un étudiant kurde, nommé Soleyman el-Halaby, d'un coup de poignard dans le cœur le 14 juin 1800 alors qu'il terminait de déjeuner avec le général François-Étienne Damas, chef d'État Major de Kléber et son « plus intime ami », et les généraux présents au Caire. Accompagné de Protain, blessé lui aussi lors de l'assaut, Kléber meurt des suites de ses blessures, à l'âge de 47 ans. L'assaillant est condamné au supplice du pal. Peu avant d'être assassiné, Kléber, qui s'était aliéné les cheiks, avait fait bastonner l'un d'eux, El-Sadat, qui passait pour un descendant du Prophète Mahomet, selon Emmanuel de Las Cases dans Le Mémorial de Sainte-Hélène.
« L'homme est condamné, par le conseil de guerre français, à avoir les poings brûlés puis à être empalé vif. Le bourreau Barthélemy couche sur le ventre Soliman, tire un couteau de sa poche, lui fait au fondement une large incision, en approche le bout de son pal et l'enfonce à coups de maillet. Puis il lie les bras et les jambes du patient, l'élève en l'air et fixe le pal dans un trou préparé. Soliman vécut encore durant quatre heures, et il eût vécu plus, si durant l'absence de Barthélemy un soldat ne lui eût donné à boire : à l'instant même il expire. »
Le commandement est alors repris par le général Menou, rival de Kléber. Converti à l'islam et marié à une Égyptienne, il se fait appeler Abdallah-Jacques. Il lui appartient de liquider l'expédition d'Égypte, au bord de l'épuisement.

### Dépouille
La mort de Kléber embarrasse Bonaparte. Bonaparte s'oppose à des obsèques nationales, ainsi qu'à une sépulture en France qui risquerait de devenir un lieu de pèlerinage républicain. Au Caire, Larrey embaume le corps et celui-ci est déposé dans un cercueil de plomb, disposé lui-même dans un cercueil de chêne. On l’enterre dans le carré militaire du fort Ibrahim-Bey, non loin de la cité égyptienne. Ses restes sont plus tard rapportés au château d'If, au large de Marseille, lorsque les troupes françaises quittent l'Égypte et où ils restent jusqu'en 1814, dans une quasi-clandestinité. Lors de la Première Restauration, le général Dupont de l'Étang, ministre de la Guerre de Louis XVIII, propose qu'il soit inhumé à Marseille avec les honneurs militaires. Au vu des circonstances politiques du moment, sa proposition reste sans suite, et en 1818, le général Damas, alors Pair de France, propose le transfert des cendres dans sa ville natale, Strasbourg, ce que Louis XVIII accepte. Elles reposent alors dans la cathédrale de Strasbourg, avant d'être transférées dans un caveau construit au milieu de la place d'armes, au centre de la ville, en 1838, qui prend alors le nom de place Kléber, et au-dessus duquel fut érigée une statue en bronze le représentant, inaugurée le 14 juin 1840, quarante ans, jour pour jour, après sa mort. La dépouille sera encore déplacée par les Allemands lors de l'occupation de la ville pendant la Seconde Guerre mondiale et inhumée au cimetière militaire de Cronenbourg, (la statue sera enlevée et la place débaptisée). Après la Libération, la dépouille sera remise dans le caveau de la place Kléber, la statue réinstallée et la place récupérera son nom.

## Conservation des papiers personnels
Les papiers personnels du général Jean-Baptiste Kléber sont conservés aux Archives nationales, sur le site de Pierrefitte-sur-Seine en banlieue parisienne, sous la cote 196AP (Inventaire du fonds 196AP).

## Franc-maçonnerie
Il n'y avait pas de franc-maçonnerie en Égypte avant l'invasion française. Après le retour en France de Bonaparte, la loge Isis fut fondée à Alexandrie, avec Kléber comme vénérable maître mais les membres étaient des officiers et savants français. La loge disparut avec Kléber.

## Hommages

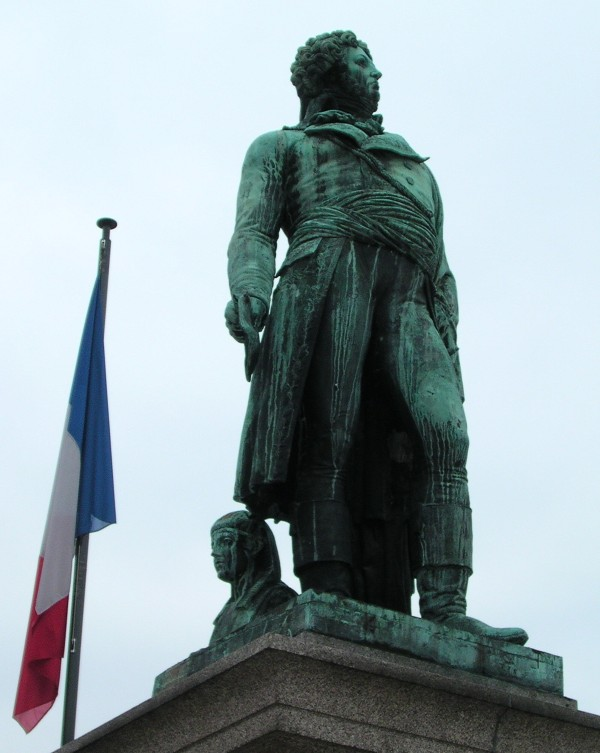
Statue du général Kléber surplombant son tombeau sur la place Kléber à Strasbourg.

Plusieurs villes de France ont donné son nom à des voies publiques, dont :
- La place Kléber, principale place de Strasbourg, célèbre sa mémoire depuis le 24 juin 1840, sur laquelle trône son mausolée composé de son caveau contenant son cercueil surmonté de sa statue en pied.
- Le quai Kléber, à Strasbourg, nommé ainsi sous l'annexion allemande après 1870 (Kleberstaden, nom francisé en 1918)
- Une rue Kléber puis une avenue de Paris porte son nom depuis le 13 août 1854.
- Parmi les rues Kléber , on peut citer une rue à Colmar, une à Nantes, une autre à Nancy, à Bordeaux, à Clermont-Ferrand, à Grenoble, etc. On trouve également l'odonyme Général-Kléber (Belfort, Lunéville...) ou Jean-Baptiste-Kléber (Cholet, Poitiers...).

Un lycée strasbourgeois porte le nom de lycée Kléber et en France, plusieurs écoles primaires et deux collèges portent également son nom.
Son nom est également devenu un prénom sous la forme Kléber, Kleber ou Cleber, fêté le jour de sa mort, le 14 juin. Et aussi un pseudonyme de guerre : Emilio Kleber pour Manfred Stern (1896-1954) pendant la guerre d'Espagne de 1936-1939 ; Kleber pour Yvonne de Komornicka (1898-1994) pendant la guerre de 1939-1945.
Une rose, baptisée 'Général Kléber', lui est dédiée en 1856.

### Monuments

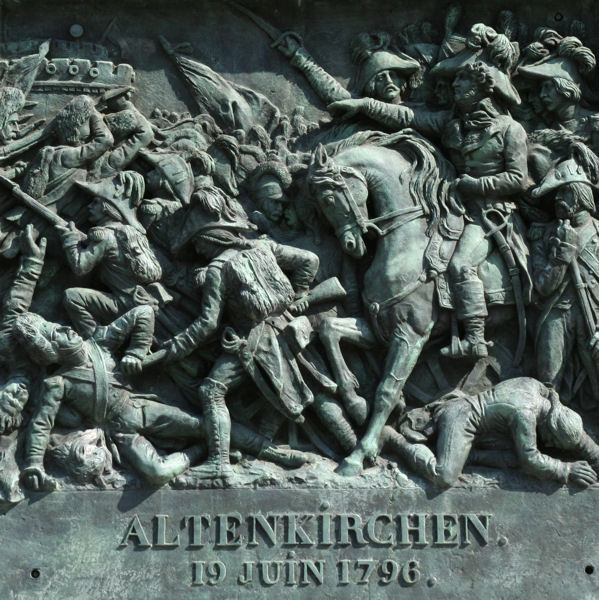
Bas relief en bronze du monument de la place Kléber, représentant la bataille d'Altenkirchen (1796) remportée par le général Kléber.

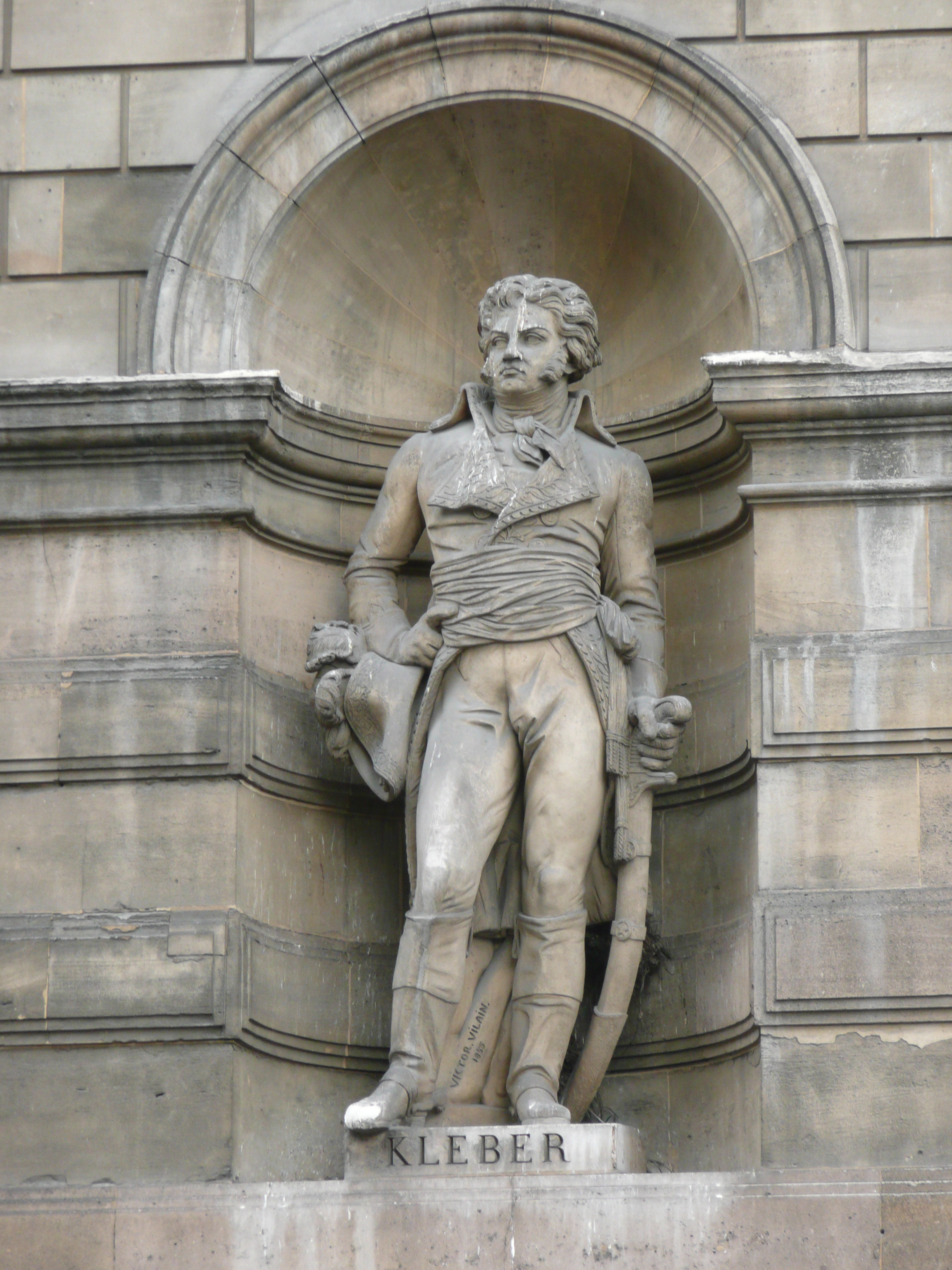
Statue du général Kléber par Nicolas-Victor Vilain (1855), façade du Louvre (rue de Rivoli).

Il existe plusieurs statues représentant le général Kléber :
- À Strasbourg, une statue en bronze fut érigée au-dessus de son caveau au centre de la place Kléber, l'ancienne place d'Armes au cœur de Strasbourg. La statue, œuvre de Philippe Grass de 1840, représente le général en pieds, tenant la lettre de l'amiral Keith qui demandait la capitulation des troupes françaises. Kléber s'adressa alors à ses troupes : « « Soldats, on ne répond à une telle insolence que par des victoires. Préparez-vous à combattre » ». L'armée turque acheminée par les Britanniques fut écrasée par les troupes de Kléber. L'inauguration de cette statue fut faite avec une certaine gêne par les autorités de l'époque. C'était en effet le temps de la monarchie de Juillet et de la réconciliation et l'oubli des conflits passés. La ville organisa donc une grande fête pour l'inauguration de la statue de Gutenberg, sujet consensuel et rassembleur, alors que l'inauguration de la statue de Kléber se fit beaucoup plus discrètement 10 jours plus tôt en juin 1840. En 1940, les autorités nazies font enlever la statue de Kléber de la place (renommée place Karl Roos) et ses restes. Après la victoire de 1945 la statue, qui avait été conservée, est remise en place, ainsi que les restes du général[22].

Il existe une statue équestre de Kléber à l'École Spéciale Militaire de Saint Cyr Coëtquidan (depuis 1947) Auparavant elle était à Saint Cyr l'École (Yvelines)
- Une statue de bronze se dresse aux abords du lycée Kléber à Strasbourg.
- Une statue de pierre sur la façade nord du Louvre, rue de Rivoli à Paris
- Un autre monument élevé en son honneur à Strasbourg au Polygone, a été détruit pendant l'occupation allemande durant la Seconde Guerre mondiale.

Son nom est inscrit sur l'arc de triomphe de l'Étoile de la place de l’Étoile à Paris (pilier Sud) en tant que figure militaire de la Révolution, et bien que certains massacres de civils lors de la guerre de Vendée et de la campagne d'Égypte aient eu lieu sous son commandement. Malgré son assassinat, il n'est pas considéré comme mort au combat, pour cette raison son nom n'est pas souligné sur ce pilier.

### Musique
Henri Kling composa en 1887 Le Général Kléber, une marche pour orchestre d'harmonie ou fanfare. Celle-ci fait partie d'une série consacrée également au Général Hoche, au Général Marceau (1884), et au Maréchal Masséna (1887).

### Regard des contemporains
- Napoléon Bonaparte, sur l'île Sainte-Hélène : « Courage, conception, il avait tout (...). Sa mort fut une perte irréparable pour la France et pour moi. C'était Mars, le dieu de la guerre en personne. »
- Honoré de Balzac dans La Duchesse de Langeais, 1834, en fait la description à travers le général de Montriveau : « Sa tête, grosse et carrée, avait pour principal trait caractéristique une énorme et abondante chevelure noire qui lui enveloppait la figure de manière à rappeler parfaitement le général Kléber auquel il ressemblait par la vigueur de son front, par la coupe de son visage, par l'audace tranquille des yeux, et par l'espèce de fougue qu'exprimaient ses traits saillants[24]. »
- Victor Hugo a entretenu le culte de Kléber dans Les Châtiments (1853) avec ces vers : « Le fer heurtant le fer ; La Marseillaise ailée et volant dans les balles ; Les tambours, les obus, les bombes, les cymbales ; Et ton rire, ô Kléber. »
- Antoine de Jomini (général) : « Le général Kléber peut être mis au rang des meilleurs généraux de la Révolution ; et nous ne balançons pas à le placer immédiatement après Bonaparte et Moreau. Il était le plus bel homme de l'armée ; une taille colossale, une figure noble, une force égale à son courage, jointe au génie de la guerre, lui donnait un grand ascendant sur ses camarades.{...} On le retrouvera constamment sur les champs de la gloire, jusqu'à sa mort tragique sur les rives du Nil. »
- Caffarelli, qui pouvait porter sur Kléber un jugement désintéressé, disait de lui : « Voyez-vous cet Hercule, son génie le dévore ! »

## Source partielle
« Jean-Baptiste Kléber », dans Charles Mullié, Biographie des célébrités militaires des armées de terre et de mer de 1789 à 1850, 1852 [détail de l’édition]